# Campeonato Europeu de Atletismo em Pista Coberta de 2021 - Heptatlo masculino
A prova do heptatlo masculino do Campeonato Europeu de Atletismo em Pista Coberta de 2021 foi disputada entre os dias 6 e 7 de março de 2021 na Arena Toruń, em Toruń, na Polónia.

## Recordes
Antes desta competição, os recordes mundiais e do campeonato nesta prova eram os seguintes:
|                       | Nome         | Nacionalidade  | Pontos   | Local    | Data                |
| --------------------- | ------------ | -------------- | -------- | -------- | ------------------- |
| Recorde mundial       | Ashton Eaton | Estados Unidos | 6645 pts | Istambul | 10 de março de 2012 |
| Recorde do campeonato | Kevin Mayer  | França         | 6479 pts | Belgrado | 5 de março de 2017  |
| Recorde europeu       | Kevin Mayer  | França         | 6479 pts | Belgrado | 5 de março de 2017  |

## Medalhistas
| Ouro              | Prata             | Bronze                |
| Kevin Mayer (FRA) | Jorge Ureña (ESP) | Paweł Wiesiołek (POL) |

## Cronograma
Todos os horários são locais (UTC+1).
| Data       | Hora  | Evento                  |
| ---------- | ----- | ----------------------- |
| 6 de março | 10:08 | 60 metros               |
| 6 de março | 10:44 | Salto em distância      |
| 6 de março | 13:17 | Arremesso de peso       |
| 6 de março | 18:50 | Salto em altura         |
| 7 de março | 10:00 | 60 metros com barreiras |
| 7 de março | 11:00 | Salto com vara          |
| 7 de março | 19:30 | 1000 metros             |

### 60 metros
A prova foi realizada às 10:00 no dia 6 de março.
| Posição | Bateria | Raia | Atleta            | Nacionalidade | Tempo | Notas           | Pontos |
| ------- | ------- | ---- | ----------------- | ------------- | ----- | --------------- | ------ |
| 1       | 2       | 4    | Simon Ehammer     | Suíça         | 6.75  |                 | 973    |
| 2       | 2       | 8    | Kevin Mayer       | França        | 6.86  | Recorde pessoal | 933    |
| 3       | 2       | 6    | Rik Taam          | Países Baixos | 6.94  |                 | 904    |
| 4       | 2       | 7    | Paweł Wiesiołek   | Polónia       | 6.95  |                 | 900    |
| 5       | 1       | 3    | Dario Dester      | Itália        | 6.97  | Recorde pessoal | 893    |
| 6       | 2       | 3    | Andreas Bechmann  | Alemanha      | 7.02  | =               | 875    |
| 7       | 1       | 4    | Jorge Ureña       | Espanha       | 7.03  | =               | 872    |
| 8       | 2       | 5    | Risto Lillemets   | Estónia       | 7.04  |                 | 868    |
| 9       | 1       | 7    | Maksim Andraloits | Bielorrússia  | 7.12  |                 | 840    |
| 10      | 1       | 5    | Kai Kazmirek      | Alemanha      | 7.15  | =               | 830    |
| 11      | 1       | 6    | Darko Pešić       | Montenegro    | 7.21  |                 | 809    |
| 12      | 1       | 8    | Pieter Braun      | Países Baixos | 7.25  |                 | 796    |

### Salto em distância
A prova foi realizada às 10:44 no dia 6 de março.
| Posição | Atleta            | Nacionalidade | #1   | #2   | #3   | Resultado | Notas                | Pontos | Total |
| ------- | ----------------- | ------------- | ---- | ---- | ---- | --------- | -------------------- | ------ | ----- |
| 1       | Simon Ehammer     | Suíça         | 7.61 | 7.59 | 7.89 | 7.79      | Recorde pessoal      | 1033   | 2006  |
| 2       | Dario Dester      | Itália        | 6.90 | 7.59 | 7.61 | 7.61      |                      | 962    | 1855  |
| 3       | Andreas Bechmann  | Alemanha      | 7.19 | 7.49 | x    | 7.49      | Recorde da temporada | 932    | 1807  |
| 4       | Kevin Mayer       | França        | 7.40 | 7.45 | 7.47 | 7.47      | Recorde da temporada | 927    | 1860  |
| 5       | Pieter Braun      | Países Baixos | 7.35 | x    | 7.38 | 7.38      |                      | 905    | 1701  |
| 6       | Jorge Ureña       | Espanha       | 7.18 | 7.33 | 6.99 | 7.33      | Recorde da temporada | 893    | 1765  |
| 7       | Paweł Wiesiołek   | Polónia       | 7.31 | 7.22 | 7.17 | 7.31      |                      | 888    | 1788  |
| 8       | Rik Taam          | Países Baixos | 7.06 | 7.29 | –    | 7.29      |                      | 883    | 1787  |
| 9       | Risto Lillemets   | Estónia       | 6.96 | 7.10 | 7.28 | 7.28      | =                    | 881    | 1749  |
| 10      | Darko Pešić       | Montenegro    | x    | 6.95 | 6.83 | 6.95      |                      | 802    | 1611  |
| 11      | Maksim Andraloits | Bielorrússia  | 6.88 | 6.87 | 6.90 | 6.90      |                      | 790    | 1630  |
| 12      | Kai Kazmirek      | Alemanha      | 6.55 | –    | –    | 6.55      |                      | 709    | 1539  |

### Arremesso de peso
A prova foi realizada às 13:17 no dia 6 de março.
| Posição | Atleta            | Nacionalidade | #1    | #2    | #3    | Resultado | Notas                | Pontos | Total |
| ------- | ----------------- | ------------- | ----- | ----- | ----- | --------- | -------------------- | ------ | ----- |
| 1       | Kevin Mayer       | França        | 15.03 | 15.23 | 16.32 | 16.32     | Recorde pessoal      | 871    | 2731  |
| 2       | Darko Pešić       | Montenegro    | 15.89 | x     | 15.59 | 15.89     |                      | 844    | 2455  |
| 3       | Pieter Braun      | Países Baixos | 15.40 | x     | x     | 15.40     | Recorde pessoal      | 814    | 2515  |
| 4       | Paweł Wiesiołek   | Polónia       | 15.06 | x     | 15.27 | 15.27     |                      | 806    | 2594  |
| 5       | Maksim Andraloits | Bielorrússia  | x     | 15.07 | x     | 15.07     |                      | 794    | 2424  |
| 6       | Simon Ehammer     | Suíça         | 14.30 | 14.75 | x     | 14.75     |                      | 774    | 2780  |
| 7       | Jorge Ureña       | Espanha       | 14.57 | 14.07 | x     | 14.57     | Recorde pessoal      | 763    | 2528  |
| 8       | Rik Taam          | Países Baixos | 14.31 | 14.24 | 14.52 | 14.52     | Recorde da temporada | 760    | 2547  |
| 9       | Risto Lillemets   | Estónia       | 14.45 | 14.50 | x     | 14.50     | Recorde da temporada | 759    | 2508  |
| 10      | Dario Dester      | Itália        | 13.25 | 13.47 | 14.25 | 14.25     | Recorde pessoal      | 744    | 2599  |
| 11      | Andreas Bechmann  | Alemanha      | 13.80 | 13.45 | x     | 13.80     |                      | 716    | 2523  |
| 12      | Kai Kazmirek      | Alemanha      | DNS   | DNS   | DNS   | DNS       | DNS                  | DNS    | DNS   |

### Salto em altura
A prova foi realizada às 18:50 no dia 6 de março.
| Posição | Atleta            | Nacionalidade | 1.86 | 1.89 | 1.92 | 1.95 | 1.98 | 2.01 | 2.04 | 2.07 | 2.10 | 2.13 | Resultado | Notas                | Pontos | Total |
| ------- | ----------------- | ------------- | ---- | ---- | ---- | ---- | ---- | ---- | ---- | ---- | ---- | ---- | --------- | -------------------- | ------ | ----- |
| 1       | Maksim Andraloits | Bielorrússia  | –    | –    | o    | o    | o    | o    | o    | o    | xo   | xxx  | 2.10      |                      | 896    | 3320  |
| 2       | Andreas Bechmann  | Alemanha      | –    | –    | –    | o    | –    | xo   | o    | xo   | xo   | xxx  | 2.10      | =                    | 896    | 3419  |
| 3       | Jorge Ureña       | Espanha       | o    | –    | o    | –    | o    | o    | o    | xxo  | xo   | xxx  | 2.10      | Recorde pessoal      | 896    | 3424  |
| 4       | Kevin Mayer       | França        | –    | –    | xo   | o    | o    | xo   | o    | xr   |      |      | 2.04      |                      | 840    | 3571  |
| 5       | Rik Taam          | Países Baixos | –    | o    | xo   | xxo  | o    | xo   | o    | xxx  |      |      | 2.04      |                      | 840    | 3387  |
| 6       | Risto Lillemets   | Estónia       | –    | –    | o    | o    | o    | xo   | xo   | xxx  |      |      | 2.04      |                      | 840    | 3348  |
| 7       | Darko Pešić       | Montenegro    | o    | –    | o    | o    | xo   | o    | xxx  |      |      |      | 2.01      |                      | 813    | 3268  |
| 8       | Paweł Wiesiołek   | Polónia       | o    | –    | o    | o    | o    | xo   | xxx  |      |      |      | 2.01      | Recorde da temporada | 813    | 3407  |
| 9       | Pieter Braun      | Países Baixos | –    | o    | o    | xo   | xo   | xr   |      |      |      |      | 1.98      |                      | 785    | 3300  |
| 10      | Dario Dester      | Itália        | o    | –    | xo   | xo   | xxx  |      |      |      |      |      | 1.95      |                      | 758    | 3357  |
| 10      | Simon Ehammer     | Suíça         | o    | –    | xo   | xo   | xxx  |      |      |      |      |      | 1.95      |                      | 758    | 3538  |
| 12      | Kai Kazmirek      | Alemanha      | DNS  | DNS  | DNS  | DNS  | DNS  | DNS  | DNS  | DNS  | DNS  | DNS  | DNS       | DNS                  | DNS    | DNS   |

### 60 metros com barreiras
A prova foi realizada às 10:00 no dia 7 de março.
| Posição | Bateria | Raia | Atleta            | Nacionalidade | Resultado | Notas                | Pontos | Total |
| ------- | ------- | ---- | ----------------- | ------------- | --------- | -------------------- | ------ | ----- |
| 1       | 2       | 5    | Kevin Mayer       | França        | 7.78      |                      | 1038   | 4609  |
| 2       | 2       | 3    | Simon Ehammer     | Suíça         | 7.82      |                      | 1028   | 4566  |
| 3       | 2       | 6    | Jorge Ureña       | Espanha       | 7.87      | Recorde da temporada | 1015   | 4439  |
| 4       | 1       | 8    | Risto Lillemets   | Estónia       | 8.09      |                      | 959    | 4307  |
| 5       | 1       | 3    | Rik Taam          | Países Baixos | 8.13      |                      | 949    | 4336  |
| 6       | 1       | 6    | Darko Pešić       | Montenegro    | 8.21      |                      | 930    | 4198  |
| 7       | 1       | 5    | Dario Dester      | Itália        | 8.25      |                      | 920    | 4277  |
| 8       | 1       | 7    | Paweł Wiesiołek   | Polónia       | 8.27      |                      | 915    | 4322  |
| 9       | 1       | 4    | Andreas Bechmann  | Alemanha      | 8.57      |                      | 843    | 4262  |
| 10      | 2       | 7    | Maksim Andraloits | Bielorrússia  | DNF       |                      | 0      | 3320  |
| 11      | 2       | 4    | Pieter Braun      | Países Baixos | DNS       | DNS                  | DNS    | DNS   |
| 11      | 2       | 8    | Kai Kazmirek      | Alemanha      | DNS       | DNS                  | DNS    | DNS   |

### Salto com vara
A prova foi realizada às 11:00 no dia 7 de março.
| Posição | Atleta            | Nacionalidade | 4.40 | 4.50 | 4.60 | 4.70 | 4.80 | 4.90 | 5.00 | 5.10 | 5.20 | 5.30 | Resultado | Notas                | Pontos | Total |
| ------- | ----------------- | ------------- | ---- | ---- | ---- | ---- | ---- | ---- | ---- | ---- | ---- | ---- | --------- | -------------------- | ------ | ----- |
| 1       | Kevin Mayer       | França        | –    | –    | –    | –    | –    | –    | xo   | o    | o    | xxr  | 5.20      | Recorde da temporada | 972    | 5581  |
| 2       | Paweł Wiesiołek   | Polónia       | –    | –    | o    | o    | xo   | o    | xxo  | o    | xxo  | xxx  | 5.20      | Recorde pessoal      | 972    | 5294  |
| 3       | Andreas Bechmann  | Alemanha      | –    | –    | –    | –    | o    | –    | o    | o    | xxx  |      | 5.10      |                      | 941    | 5203  |
| 4       | Risto Lillemets   | Estónia       | –    | –    | o    | –    | o    | xxo  | o    | xxx  |      |      | 5.00      |                      | 910    | 5217  |
| 5       | Jorge Ureña       | Espanha       | –    | –    | xo   | –    | o    | o    | xx   |      |      |      | 4.90      | Recorde da temporada | 880    | 5319  |
| 6       | Rik Taam          | Países Baixos | o    | –    | o    | o    | o    | o    | xx   |      |      |      | 4.80      | Recorde da temporada | 849    | 5185  |
| 7       | Maksim Andraloits | Bielorrússia  | –    | –    | –    | –    | xo   | xxx  |      |      |      |      | 4.80      | =                    | 849    | 4169  |
| 8       | Darko Pešić       | Montenegro    | o    | xo   | xxo  | xxx  |      |      |      |      |      |      | 4.60      | =                    | 790    | 4988  |
| 9       | Dario Dester      | Itália        | o    | –    | xxx  |      |      |      |      |      |      |      | 4.40      |                      | 731    | 5008  |
| 10      | Simon Ehammer     | Suíça         | –    | xxx  |      |      |      |      |      |      |      |      | NM        |                      | 0      | 4566  |
| 11      | Pieter Braun      | Países Baixos | DNS  | DNS  | DNS  | DNS  | DNS  | DNS  | DNS  | DNS  | DNS  | DNS  | DNS       | DNS                  | DNS    | DNS   |
| 11      | Kai Kazmirek      | Alemanha      | DNS  | DNS  | DNS  | DNS  | DNS  | DNS  | DNS  | DNS  | DNS  | DNS  | DNS       | DNS                  | DNS    | DNS   |

### 1000 metros
A prova foi realizada às 17:30 no dia 7 de março.
| Posição | Atleta            | Nacionalidade | Resultado | Notas                | Pontos |
| ------- | ----------------- | ------------- | --------- | -------------------- | ------ |
| 1       | Rik Taam          | Países Baixos | 2:35.35   | Recorde pessoal      | 926    |
| 2       | Paweł Wiesiołek   | Polónia       | 2:43.13   | Recorde da temporada | 839    |
| 3       | Jorge Ureña       | Espanha       | 2:43.16   |                      | 839    |
| 4       | Risto Lillemets   | Estónia       | 2:43.21   |                      | 838    |
| 5       | Darko Pešić       | Montenegro    | 2:43.43   | Recorde da temporada | 836    |
| 6       | Dario Dester      | Itália        | 2:44.27   | Recorde da temporada | 827    |
| 7       | Kevin Mayer       | França        | 2:45.72   |                      | 811    |
| 8       | Andreas Bechmann  | Alemanha      | 2:47.51   |                      | 792    |
| 9       | Maksim Andraloits | Bielorrússia  | DNS       | DNS                  | DNS    |
| 9       | Simon Ehammer     | Suíça         | DNS       | DNS                  | DNS    |

## Classificação final
A classificação final foi a seguinte.
| Posição           | Atleta            | Nacionalidade | 60m  | SD   | AP    | SA   | 60 m C/B | SV   | 1000 m  | Pontos | Notas               |
| ----------------- | ----------------- | ------------- | ---- | ---- | ----- | ---- | -------- | ---- | ------- | ------ | ------------------- |
| Medalha de ouro   | Kevin Mayer       | França        | 6.86 | 7.47 | 16.32 | 2.04 | 7.78     | 5.20 | 2:45.72 | 6392   | Melhor marca do ano |
| Medalha de prata  | Jorge Ureña       | Espanha       | 7.03 | 7.33 | 14.57 | 2.10 | 7.87     | 4.90 | 2:43.16 | 6158   |                     |
| Medalha de bronze | Paweł Wiesiołek   | Polónia       | 6.95 | 7.31 | 15.27 | 2.01 | 8.27     | 5.20 | 2:43.13 | 6133   | Recorde pessoal     |
| 4                 | Rik Taam          | Países Baixos | 6.94 | 7.29 | 14.52 | 2.04 | 8.13     | 4.80 | 2:35.35 | 6111   | Recorde pessoal     |
| 5                 | Risto Lillemets   | Estónia       | 7.04 | 7.28 | 14.50 | 2.04 | 8.09     | 5.00 | 2:43.21 | 6055   |                     |
| 6                 | Andreas Bechmann  | Alemanha      | 7.02 | 7.49 | 13.80 | 2.10 | 8.57     | 5.10 | 2:47.51 | 5995   |                     |
| 7                 | Dario Dester      | Itália        | 6.97 | 7.61 | 14.25 | 1.95 | 8.25     | 4.40 | 2:44.27 | 5835   |                     |
| 8                 | Darko Pešić       | Montenegro    | 7.21 | 6.95 | 15.89 | 2.01 | 8.21     | 4.60 | 2:43.43 | 5824   |                     |
| 9                 | Maksim Andraloits | Bielorrússia  | 7.12 | 6.90 | 15.07 | 2.10 | DNF      | 4.80 | DNS     | DNF    |                     |
| 9                 | Simon Ehammer     | Suíça         | 6.75 | 7.89 | 14.75 | 1.95 | 7.82     | NM   | DNS     | DNF    |                     |
| 9                 | Pieter Braun      | Países Baixos | 7.25 | 7.38 | 15.40 | 1.98 | DNS      |      |         | DNF    |                     |
| 9                 | Kai Kazmirek      | Alemanha      | 7.15 | 6.55 | DNS   |      |          |      |         | DNF    |                     |

Legenda
| Recorde mundial       | Recorde mundial (World record)               |                       | Recorde africano                      | Recorde africano (African) |                                           | Q | Classificado por posição (Qualified) |
| Recorde do campeonato | Recorde do campeonato (Championship record)  | Recorde da América    | Recorde da América (Americas)         | q                          | Classificado por melhor tempo (Qualified) |   |                                      |
| Melhor marca do ano   | Melhor marca do ano (World leading)          | Recorde asiático      | Recorde asiático (Asian)              | DNS                        | Não largou (Did not start)                |   |                                      |
| Recorde nacional      | Recorde nacional (National record)           | Recorde europeu       | Recorde europeu (European)            | DNF                        | Não terminou (Did not finish)             |   |                                      |
| Recorde pessoal       | Recorde pessoal do atleta (Personal best)    | Recorde da Oceania    | Recorde da Oceania (Oceania)          | DSQ / DQ                   | Desclassificado (Disqualified)            |   |                                      |
| Recorde da temporada  | Recorde da temporada do atleta (Season best) | Recorde sul-americano | Recorde sul-americano (South America) | NM                         | Sem marca (No mark)                       |   |                                      |